# Darda (juguete)
Darda es el nombre de un juguete alemán que consistía en automóviles de carreras y artículos relacionados, que fue muy popular en Europa y Estados Unidos durante las décadas de 1980 y 1990.
El atractivo de los vehículos es el motor especial Darda, inventado por Helmut Darda en 1970, que impulsaba los coches (de tamaño similar a Matchbox o Hot Wheels) a velocidades de hasta 50 km/h. Este motor de retroceso se acciona presionando hacia abajo la parte trasera del automóvil y haciéndolo rodar hacia delante y hacia atrás sobre sus ruedas. Al darle cuerda al automóvil, el motor hace clic y, una vez que se le da cuerda por completo, el tono de los clics se hace más grave para indicar que ha llegado al máximo.
Los automóviles pueden correr en cualquier superficie, pero están diseñados para correr en pistas especiales Darda, que pueden adquirirse como conjuntos o piezas individuales, que incorporan bucles, saltos, curvas y cruces, y se pueden combinar en creaciones bastante elaboradas que incluyen bucles de varios niveles y curvas de retorno en forma de Y.
Al igual que con Hot Wheels y Matchbox, hay disponible una gran variedad de vehículos. Como Darda era originalmente una empresa alemana, muchos de estos estaban basados en marcas alemanas como Volkswagen y Porsche. También se crearon varios especiales, incluido un dragster y un mouse (que no podía correr en las pistas de Darda porque eran demasiado anchas). Otra variante disponible a finales de los años 80 fue una réplica de KITT (Knight Industries Two Thousand) de la serie de televisión estadounidense Knight Rider. Los modelos recientes incluyen automóviles personalizados de carreras NASCAR, automóviles patrulla de una variedad de fuerzas policiales, incluido el Departamento de Policía de Nueva York, y series limitadas de automóviles coleccionables.
A finales de los años 80 se introdujo una nueva versión del motor Darda, llamada motor Darda-Stop (que más tarde pasó a llamarse motor Darda Stop-n-Go). Esta versión permitía bloquear el motor una vez que se le había dado cuerda, de modo que el coche pudiera colocarse en la pista sin ponerse en marcha de inmediato. Esto permitió que se pudieran hacer pistas más largas y carreras de relevos en equipo, en las que, una vez que el primer coche hubiera dado una vuelta por la pista y se hubiera quedado sin energía, golpearía la parte del siguiente del equipo. También se introdujeron coches ultrarrápidos, con carrocerías de plástico ligero en lugar de carrocerías de fundición.
Los productos Darda se envasaban en un distintivo embalaje de color amarillo y verde; hoy la combinación de colores ha cambiado a grises, negros y azules.
Se crearon muchas versiones del juguete, pero no era un negocio rentable, principalmente debido a que la carrocería metálica de los coches era bastante cara. Desde 1971 hasta aproximadamente 1993, los productos fueron fabricados por la empresa Helmut Darda Spielwaren und Maschinenbau GmbH en Blumberg/Schwarzwald hergestellt y vendidos bajo el nombre de darda Motor. En 1993, el sistema fue vendido a Life-Like Products LLC. de EE. UU. y la producción se trasladó a China.

## Gama de productos
Los vehículos, que tienen una escala aproximada de 1:60, constan de una placa base, un grupo de asientos, una carrocería de metal (más tarde también de plástico), un eje delantero y el motor de retroceso que se puede girar hacia delante y hacia atrás. La gama se extiende desde buggies hasta vehículos todoterreno y desde automóviles de carreras hasta camiones. Los coches Darda originales tenían una carrocería moldeada por inyección y un chasis de plástico bastante sólido. También hay un sistema de pistas compuesto por tramos de plástico de diferentes longitudes y con curvas pronunciadas que se pueden unir de diversas maneras. Las pistas funcionan sin electricidad, pero el motor hace que los vehículos sean tan rápidos que puedan completar varias vueltas. En los últimos años, han sido utilizadas en gran medida para coches de juguete Hot Wheels.

## Galería de imágenes

### Vehículos

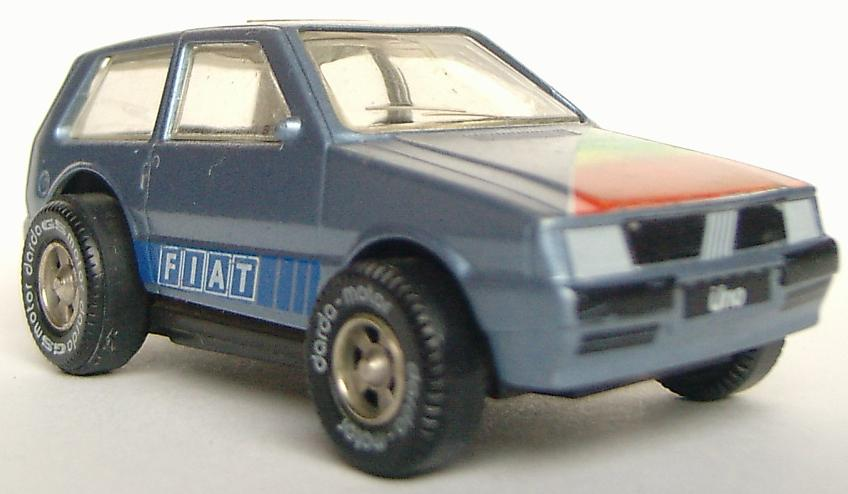
Modelo Fiat Uno
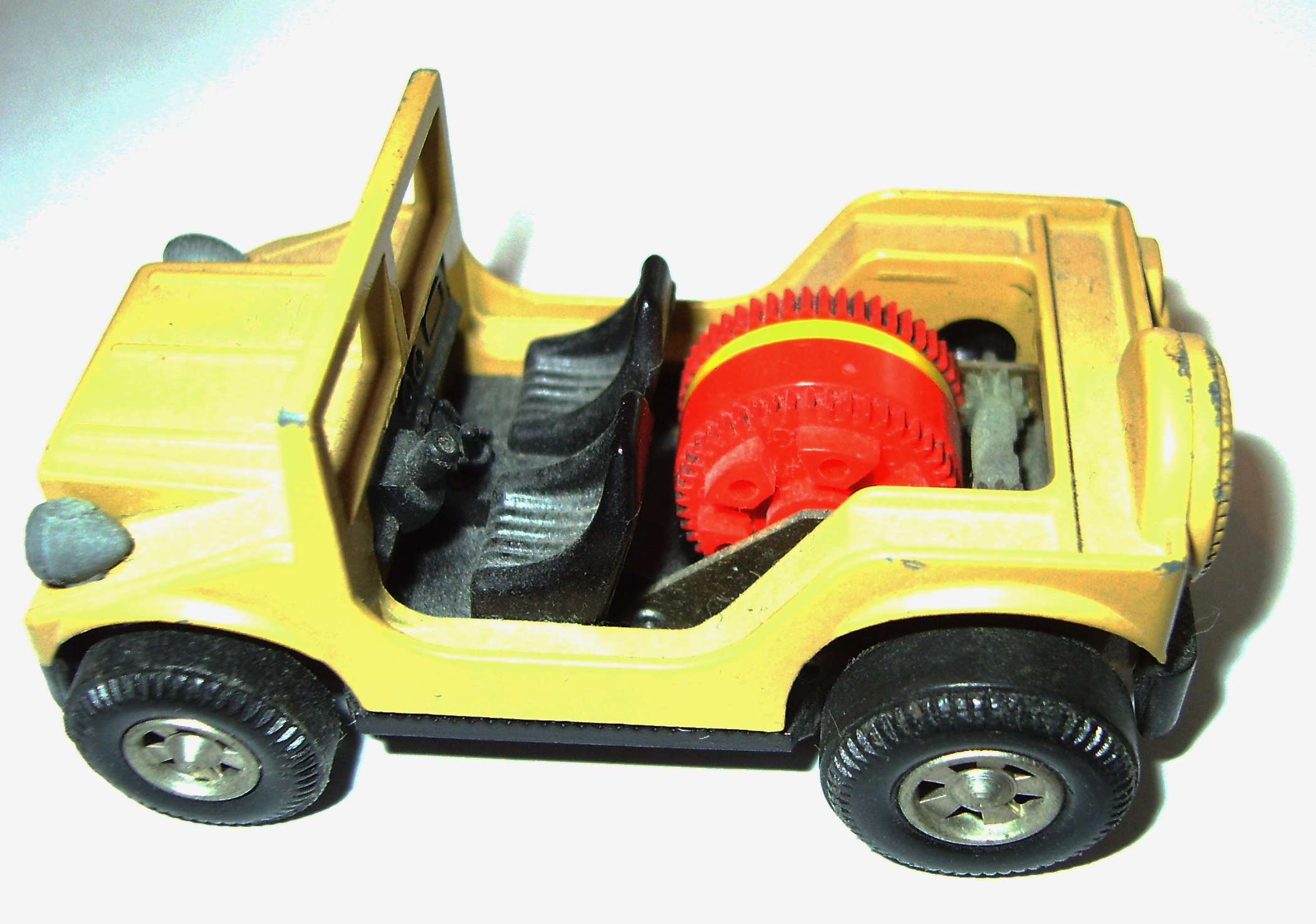
Modelo inspirado en un DKW Munga
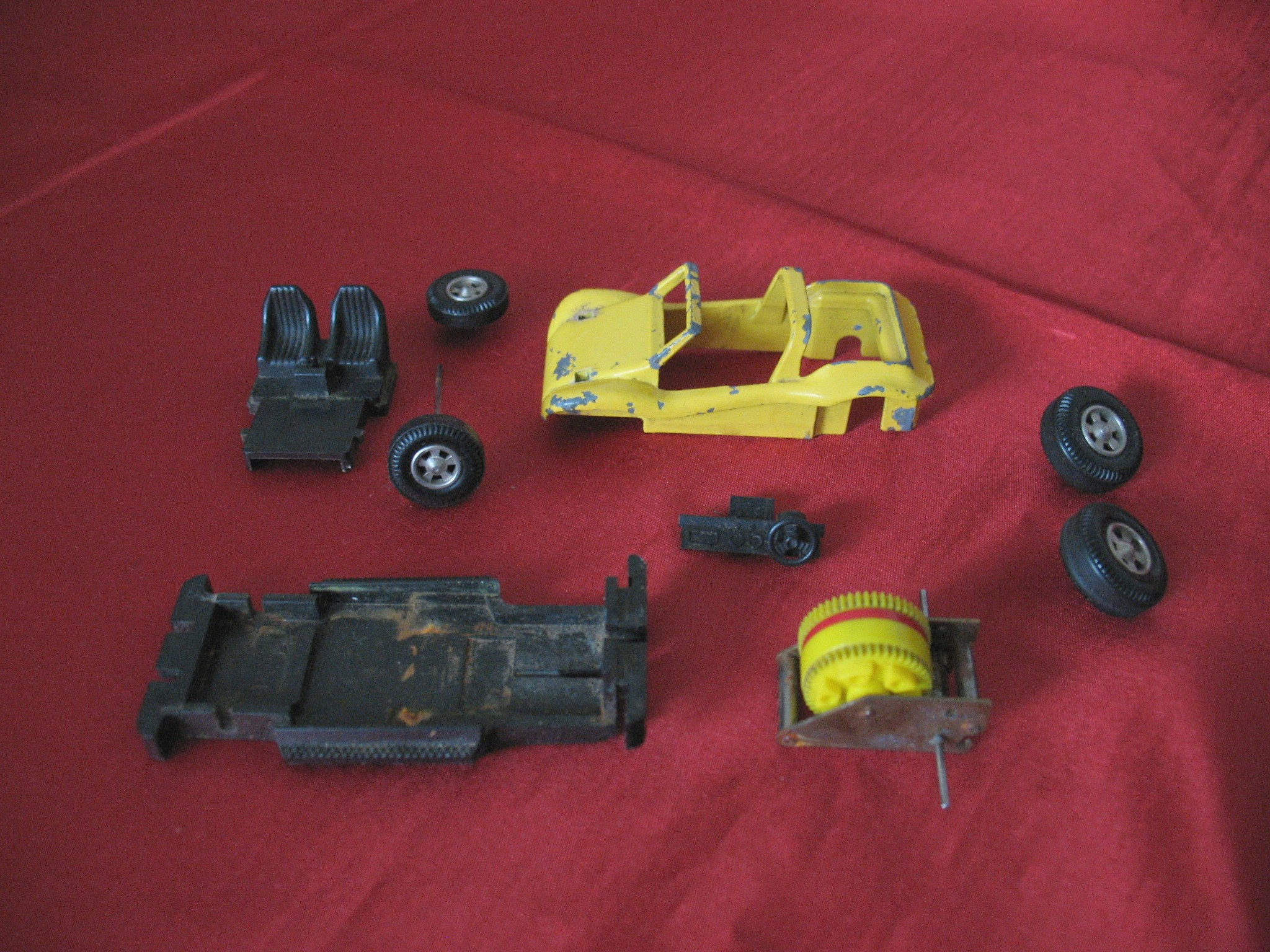
Piezas de un Buggy
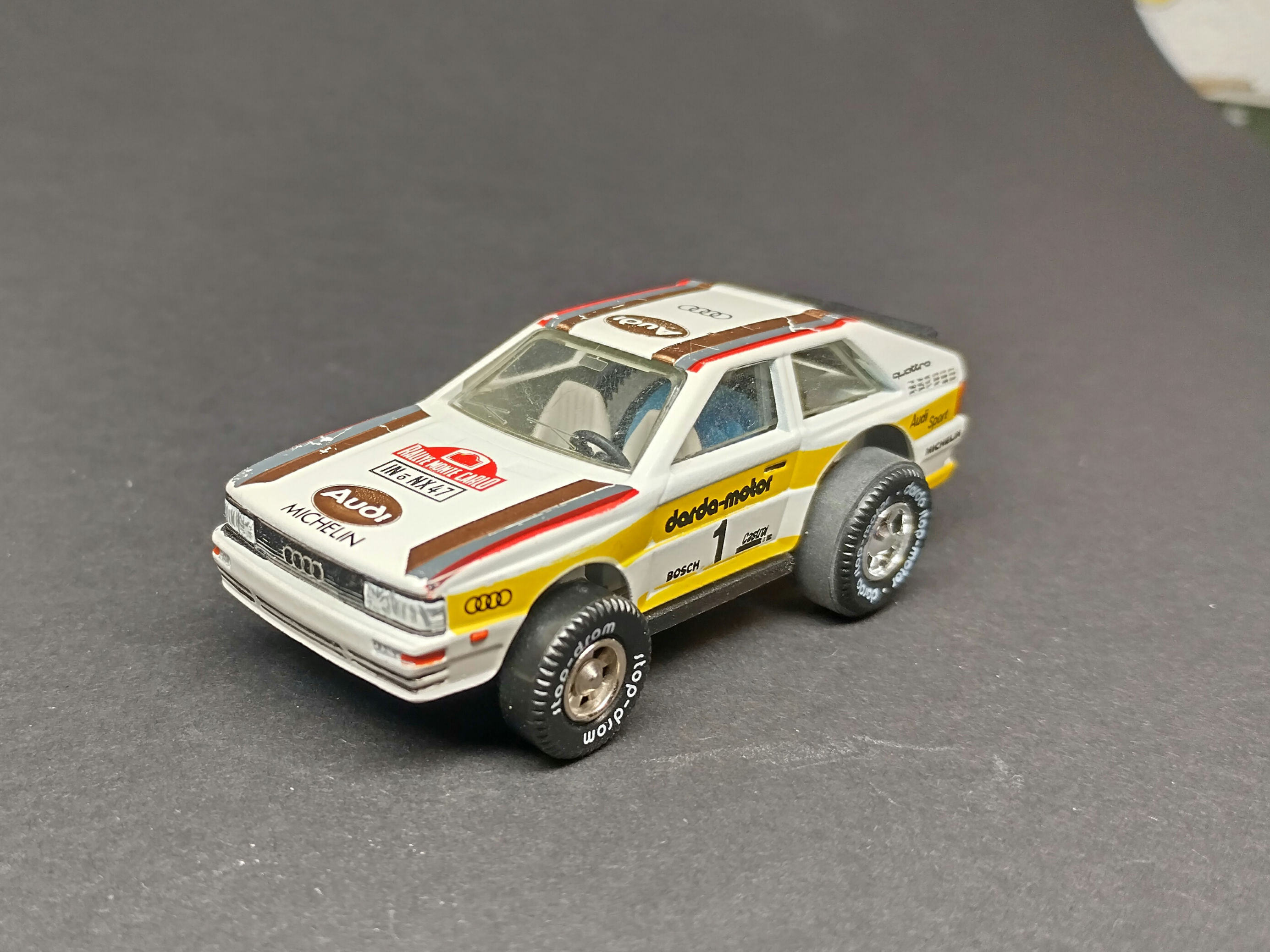
Modelo de Rally Audi Quattro
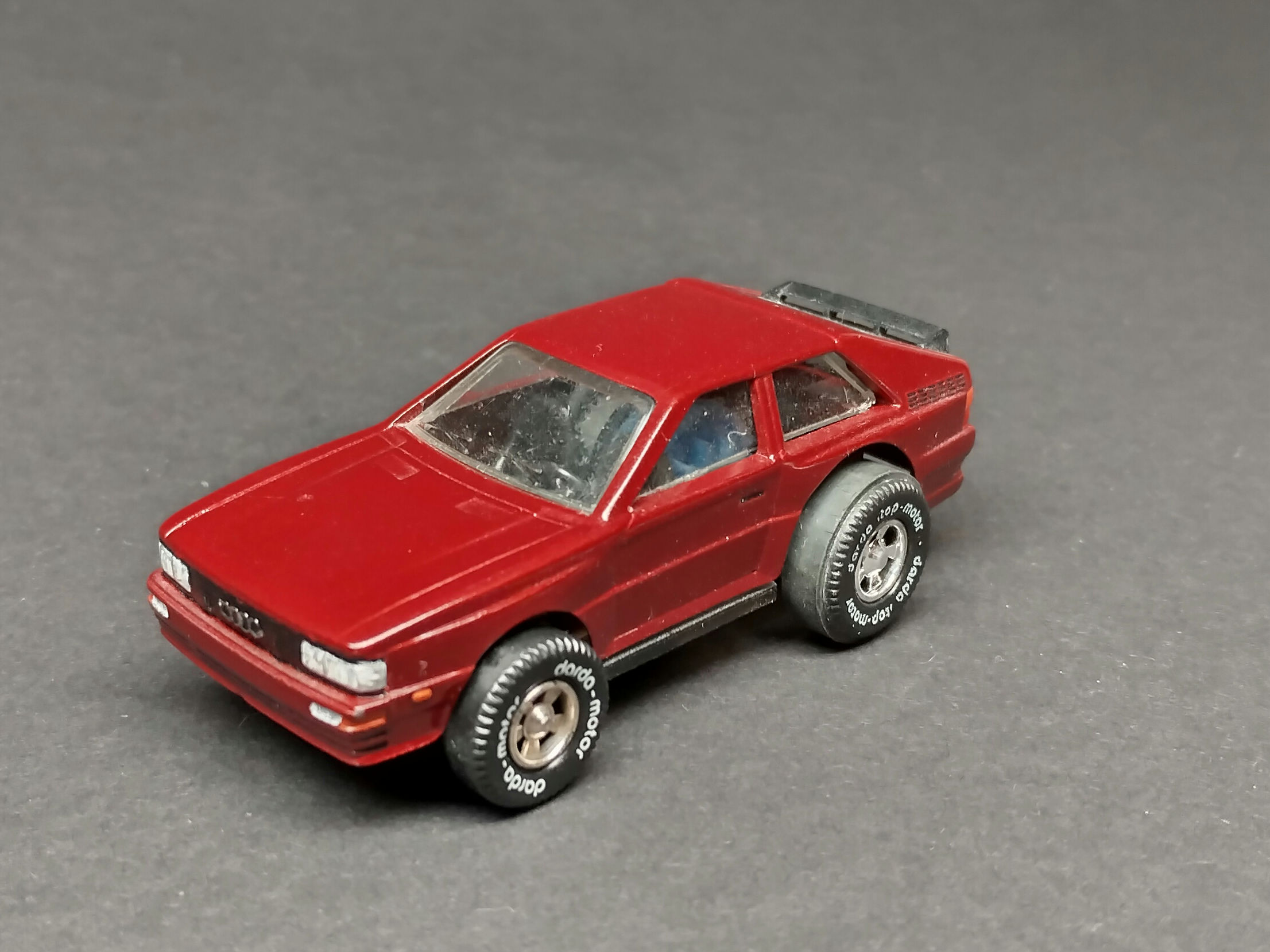
Modelo customizado de Audi Quattro rojo

### Elementos de pista

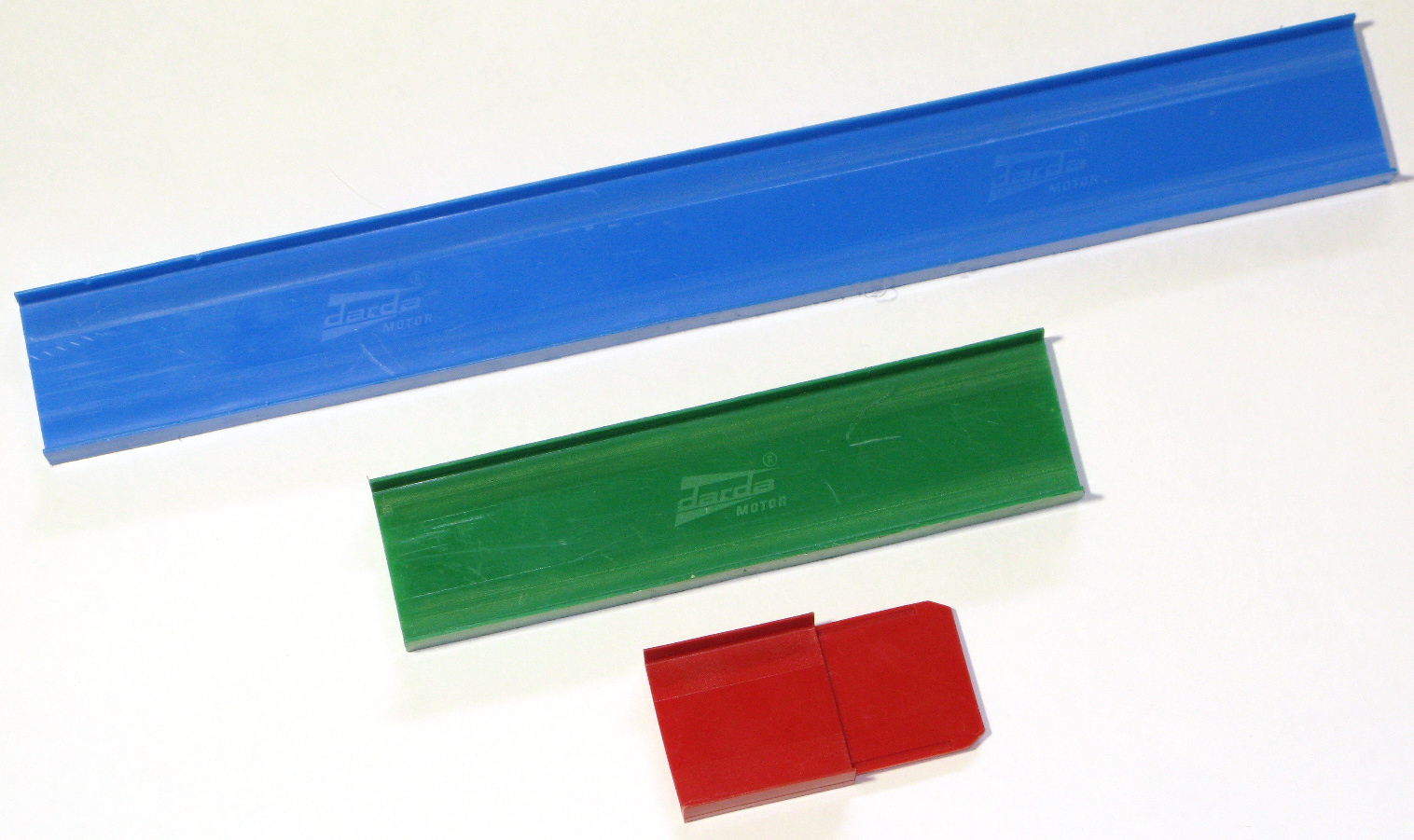
Elementos de pista
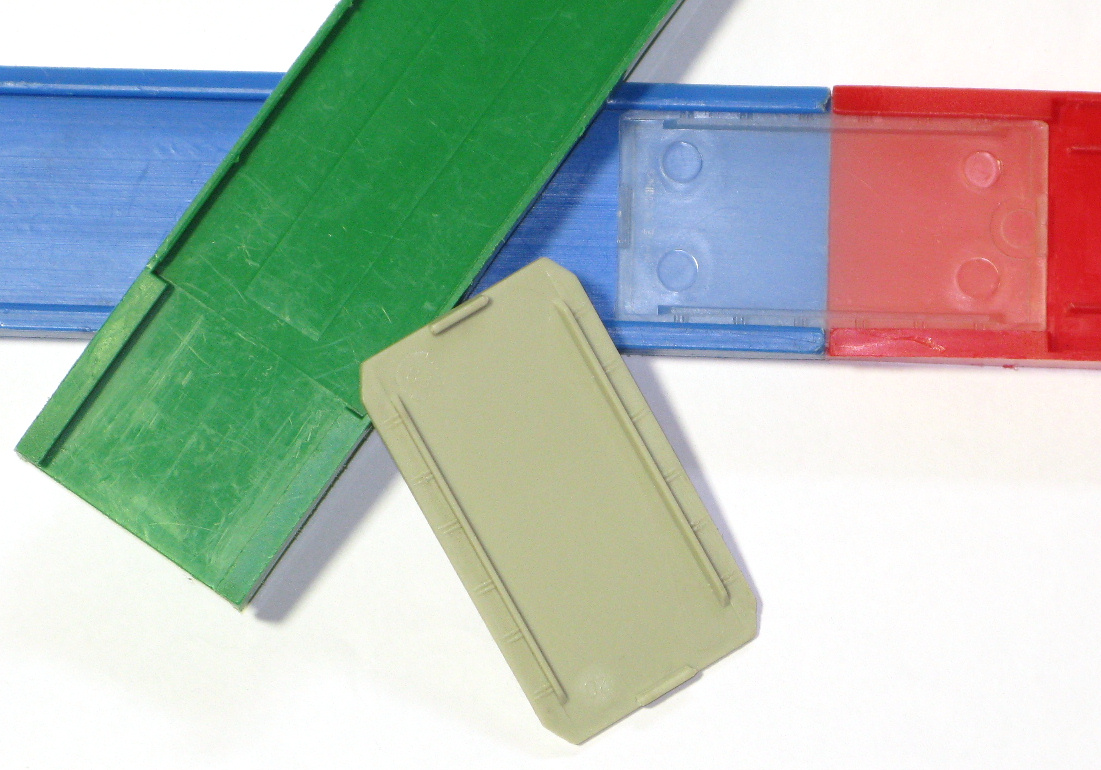
Conectores de rieles
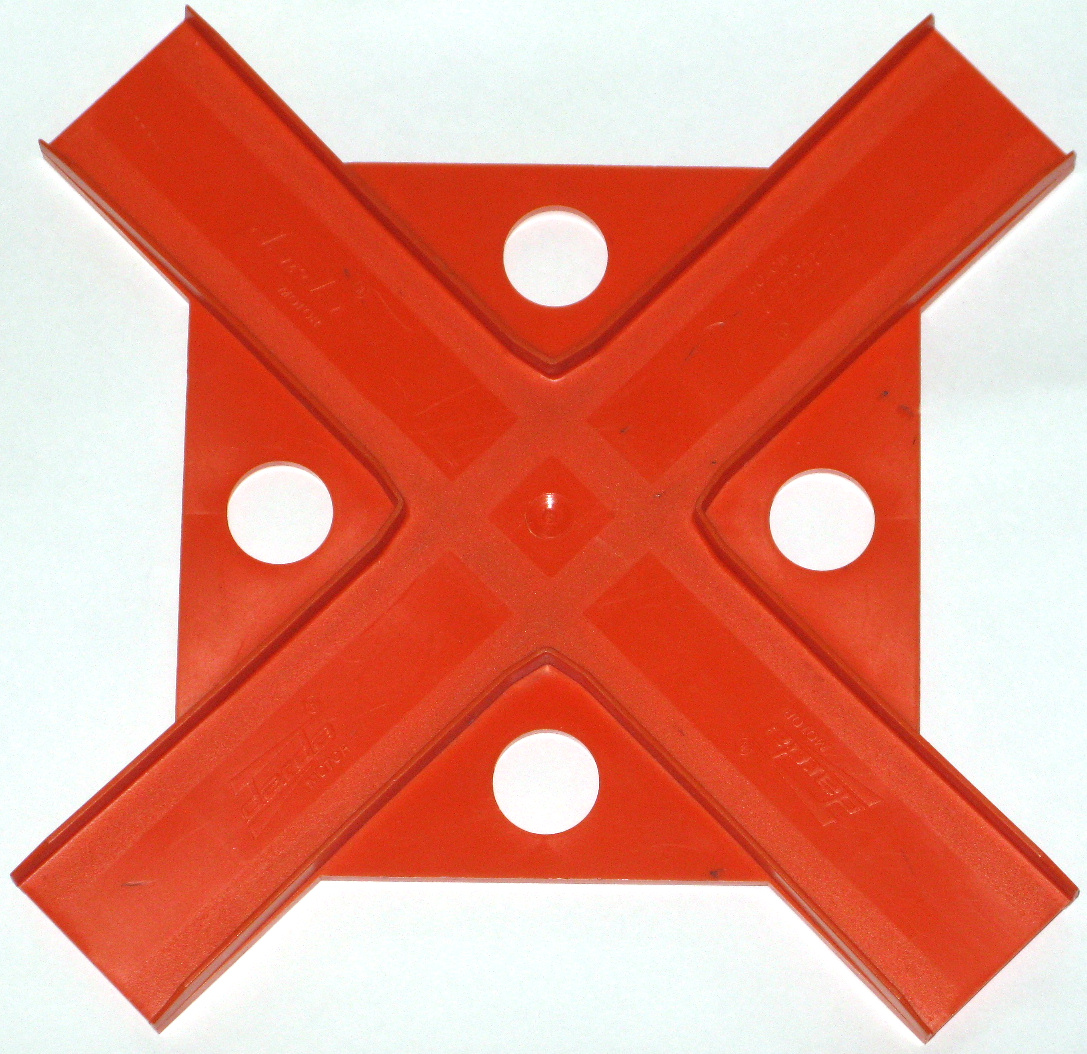
Cruce
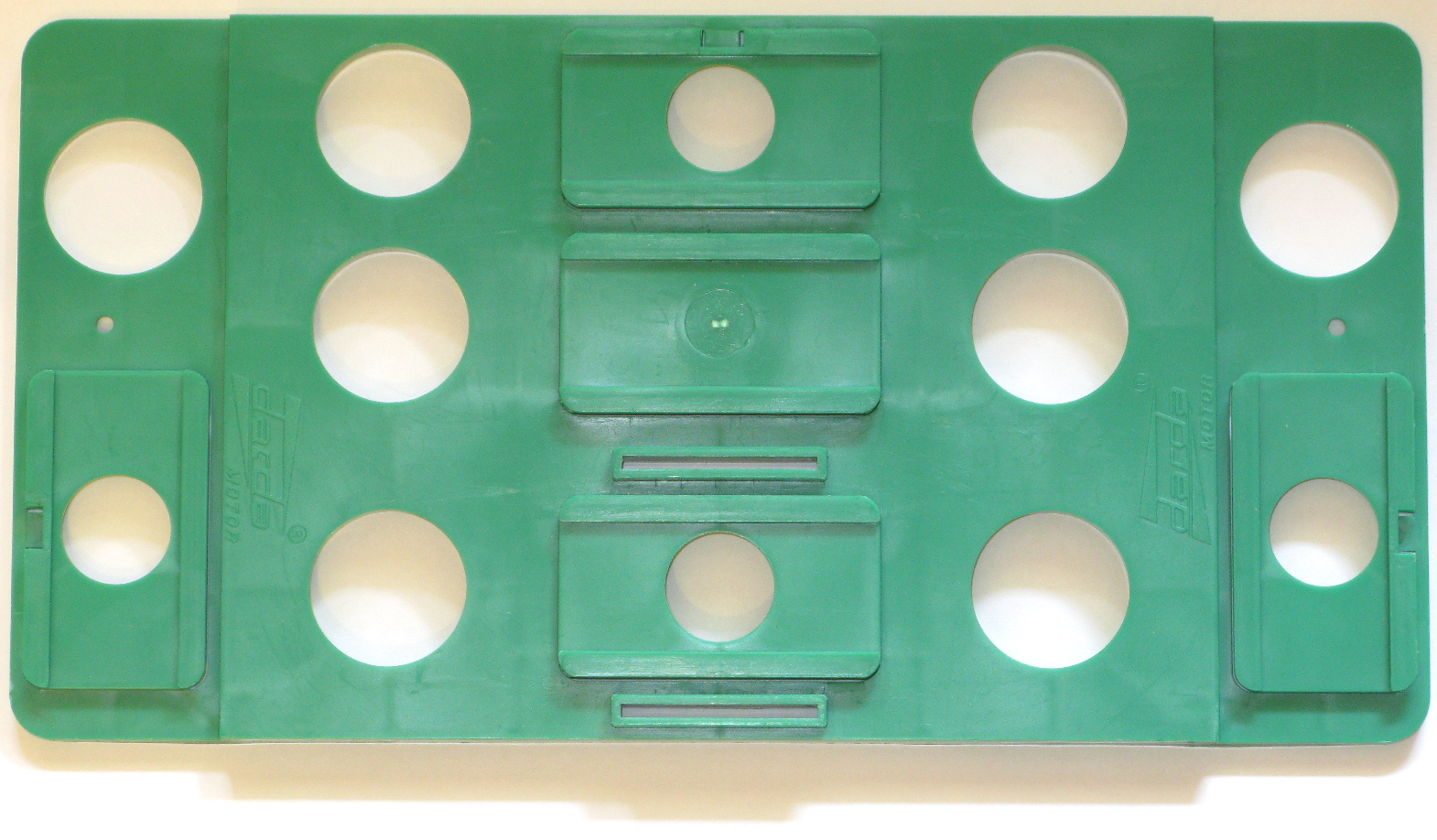
Placa base
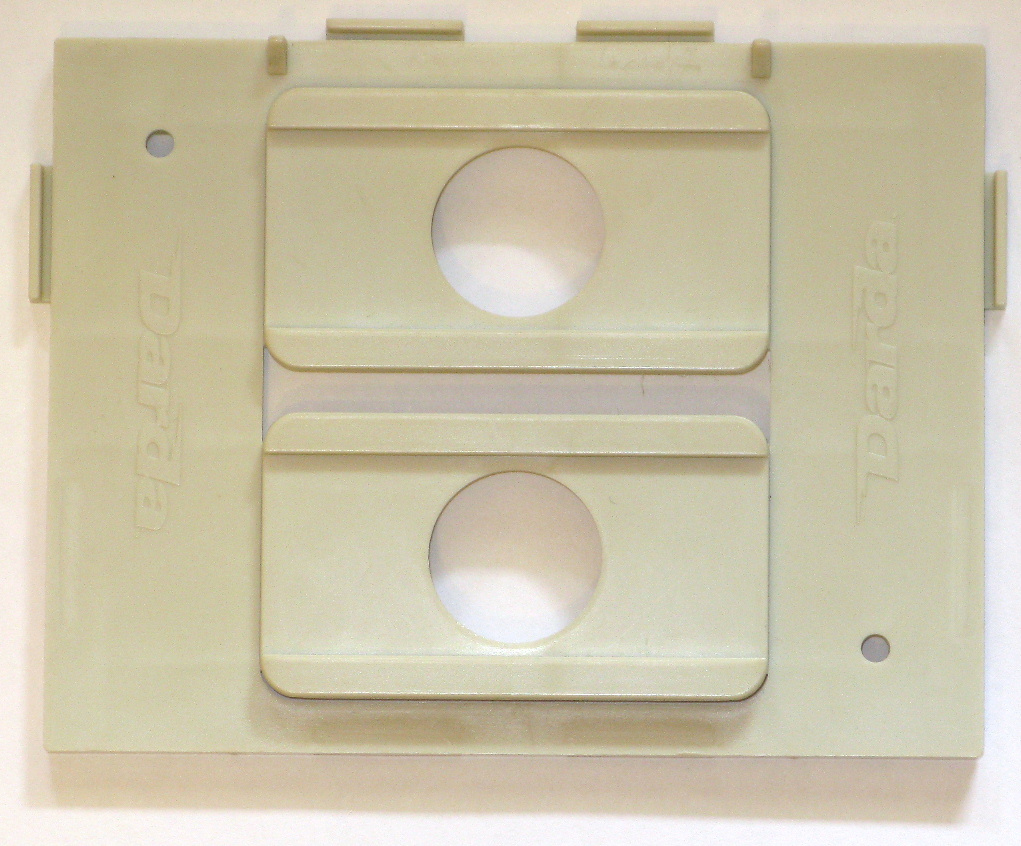
Placa base pequeña
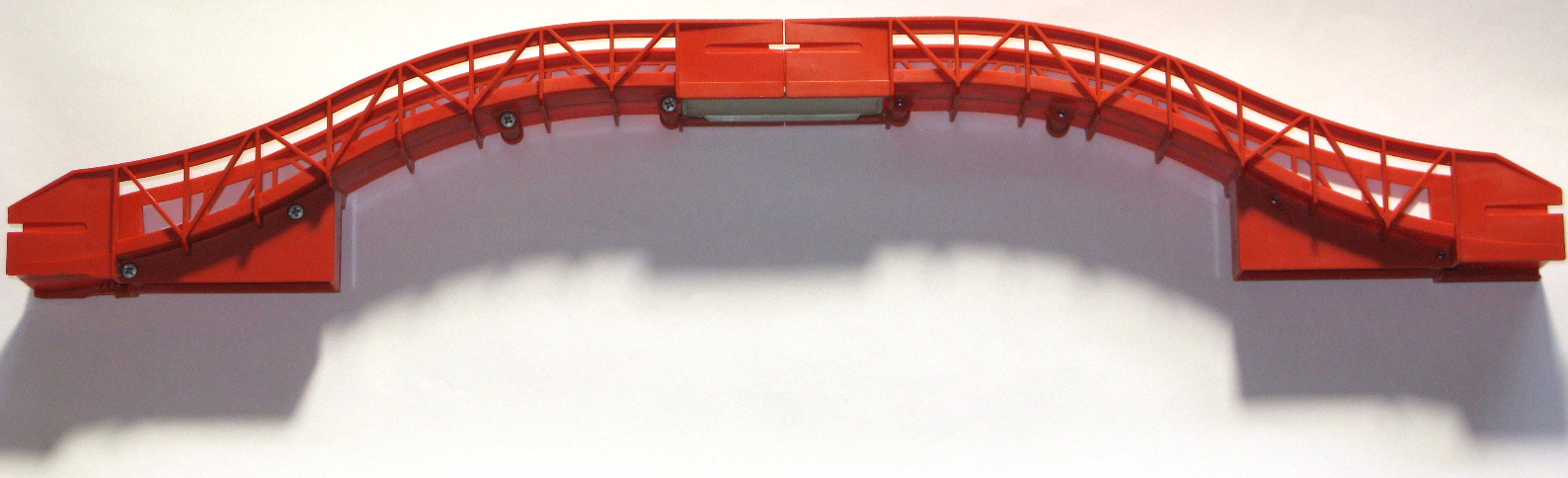
Puente
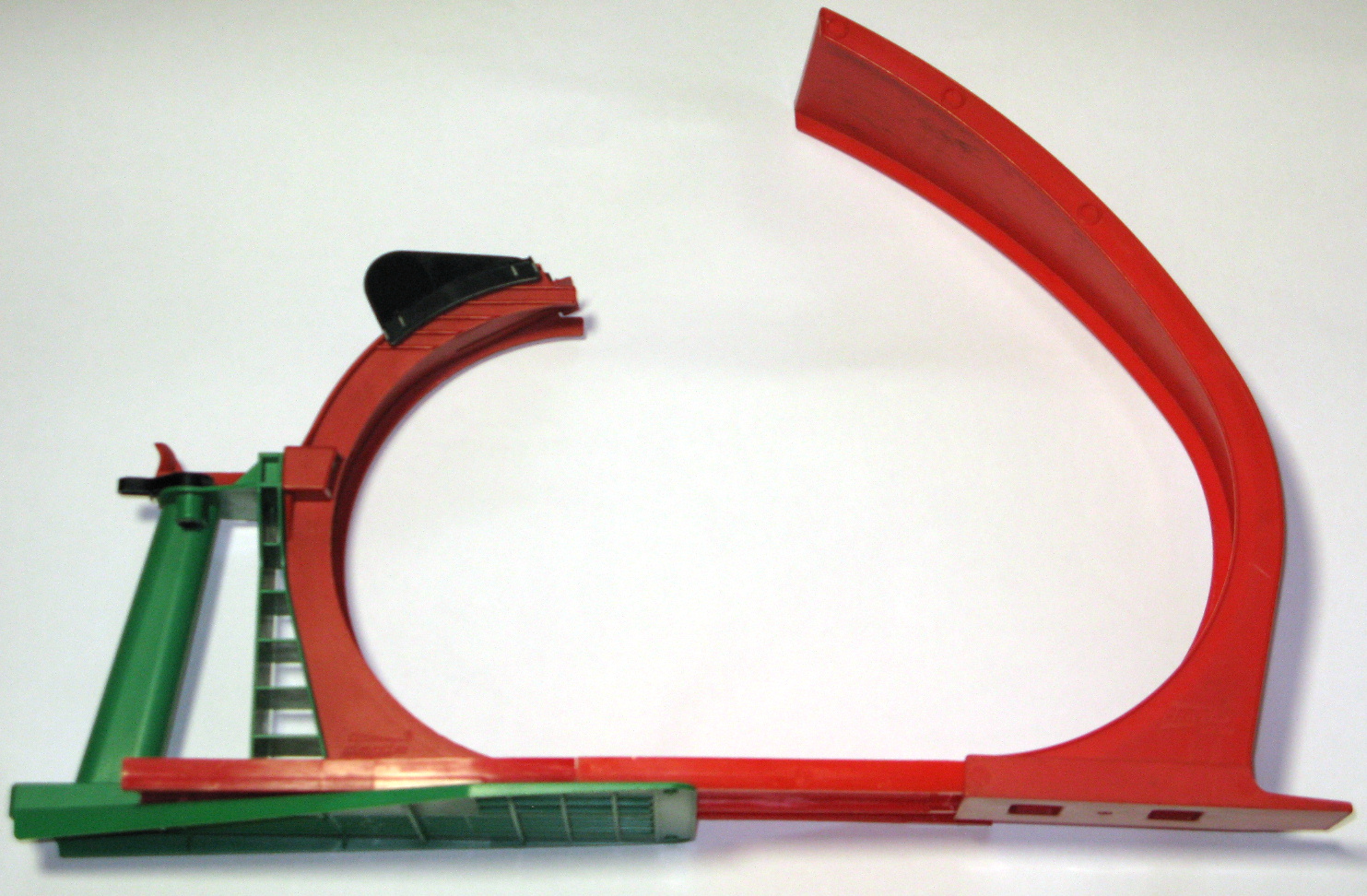
Looping abierto
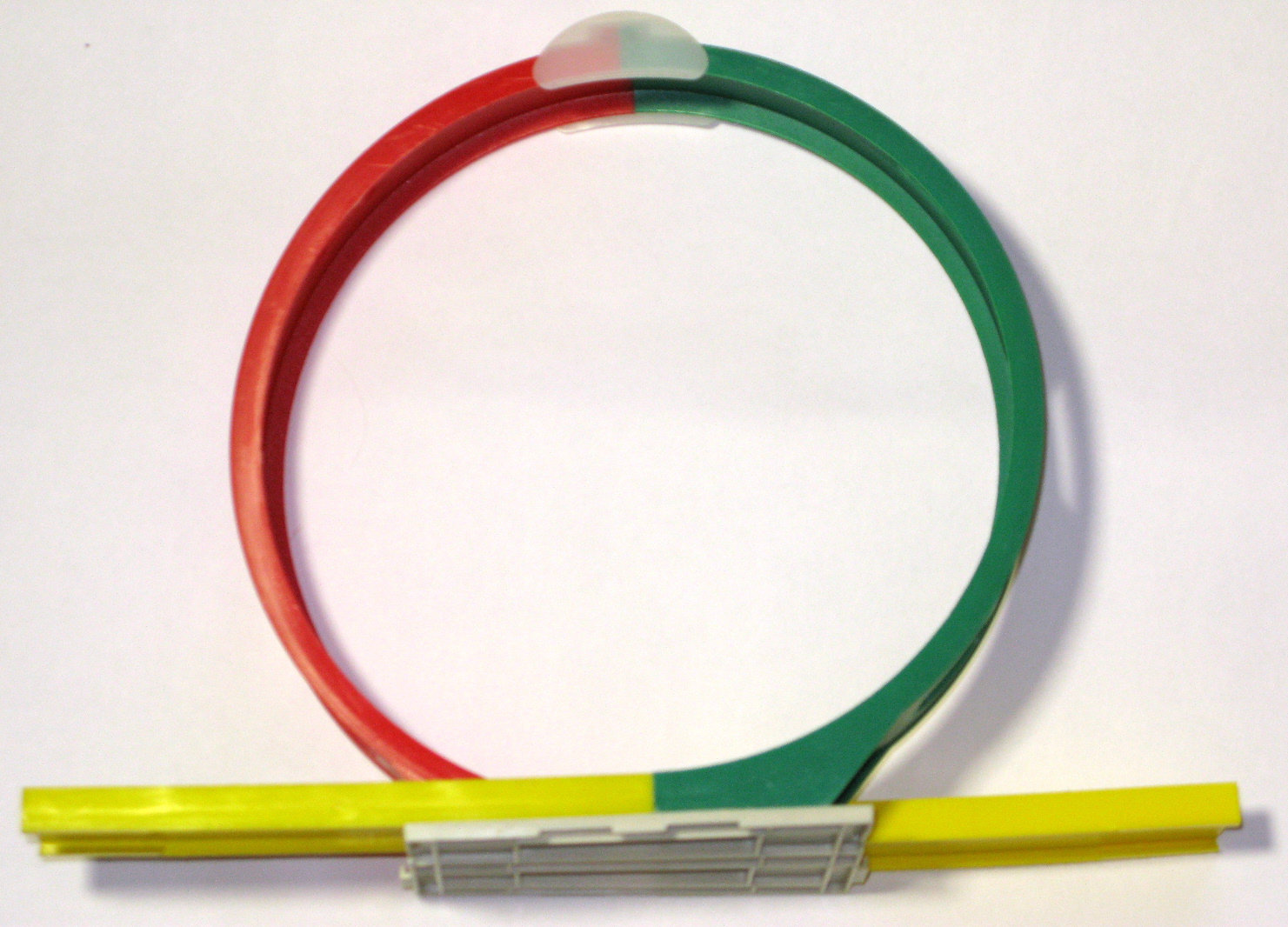
Looping
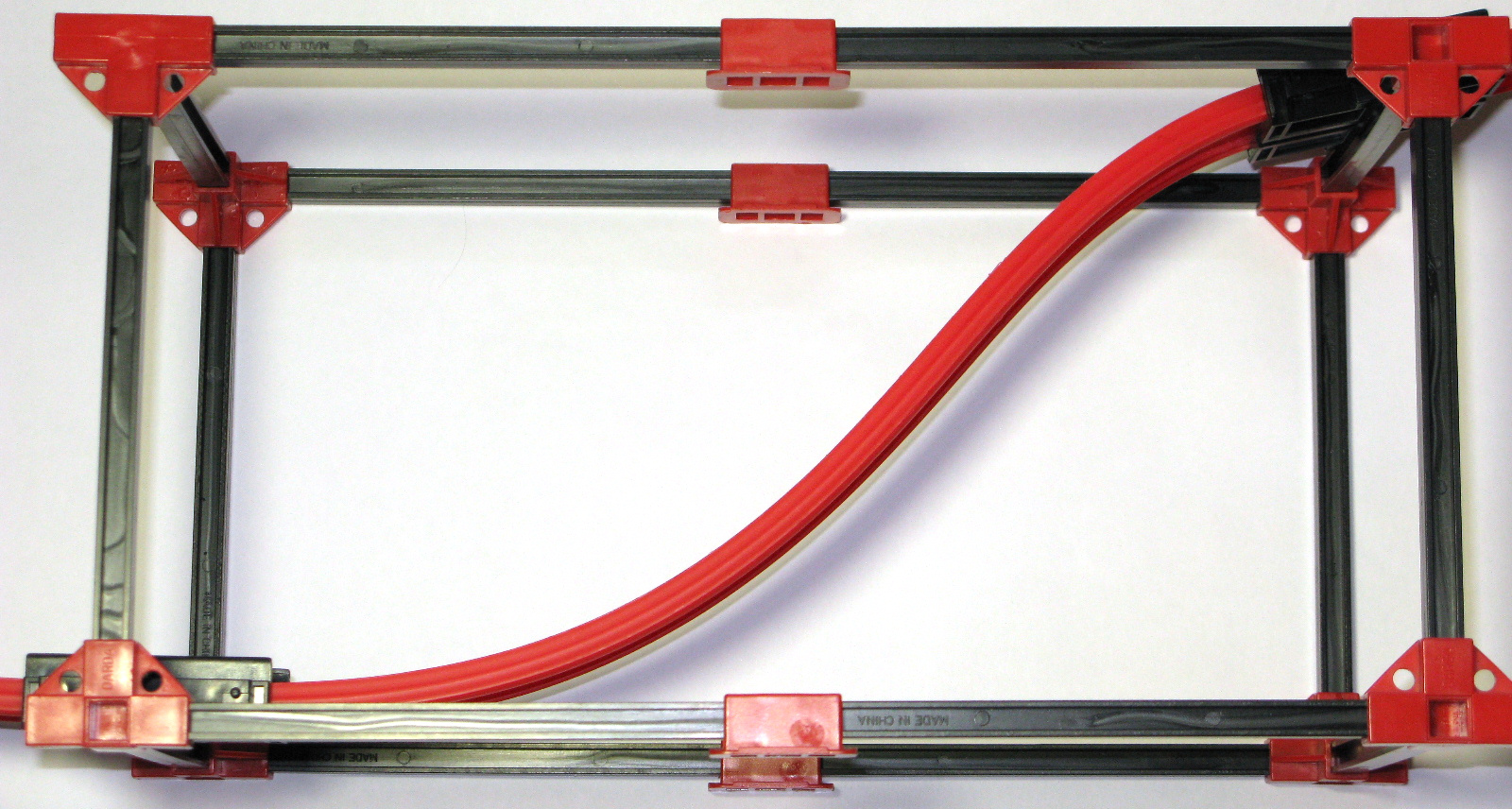
Pista elevada
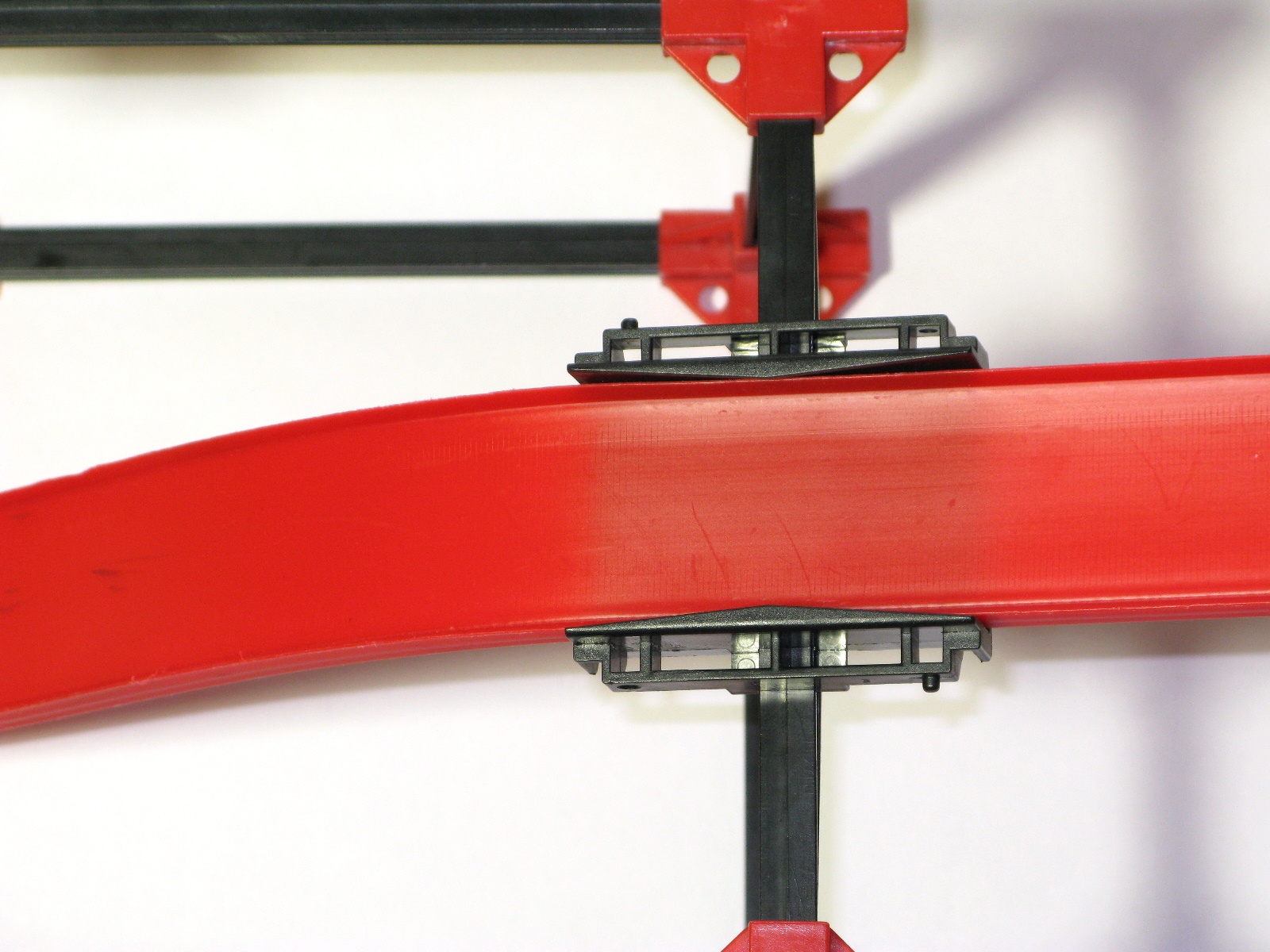
Detalle de pista elevada
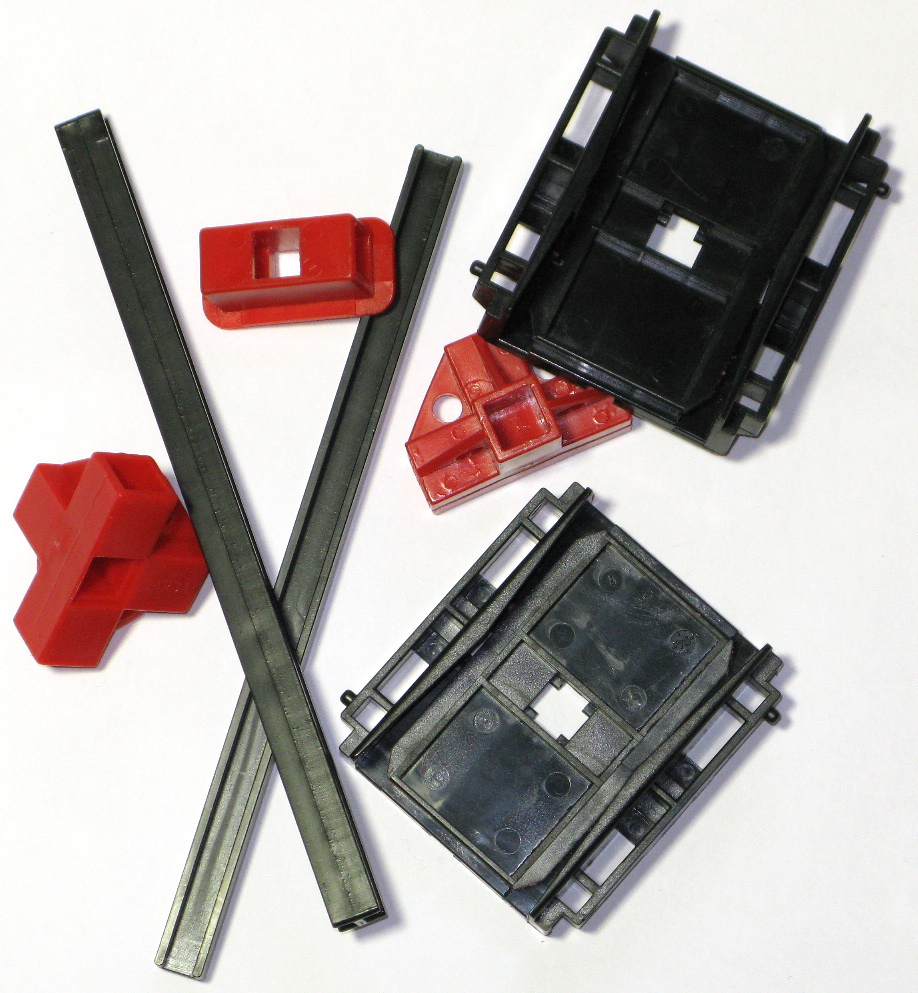
Partes para pista elevada
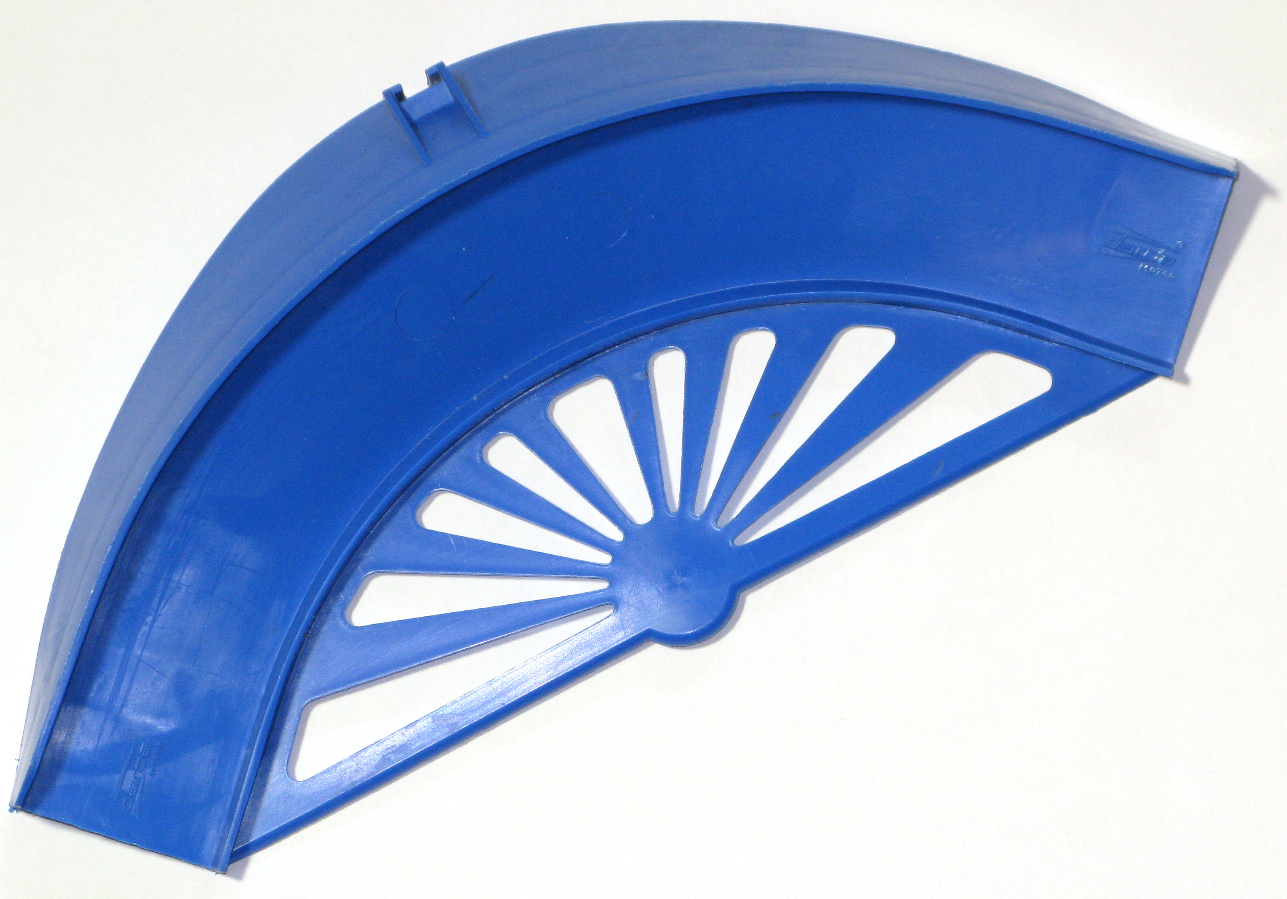
Curva con base para pista elevada
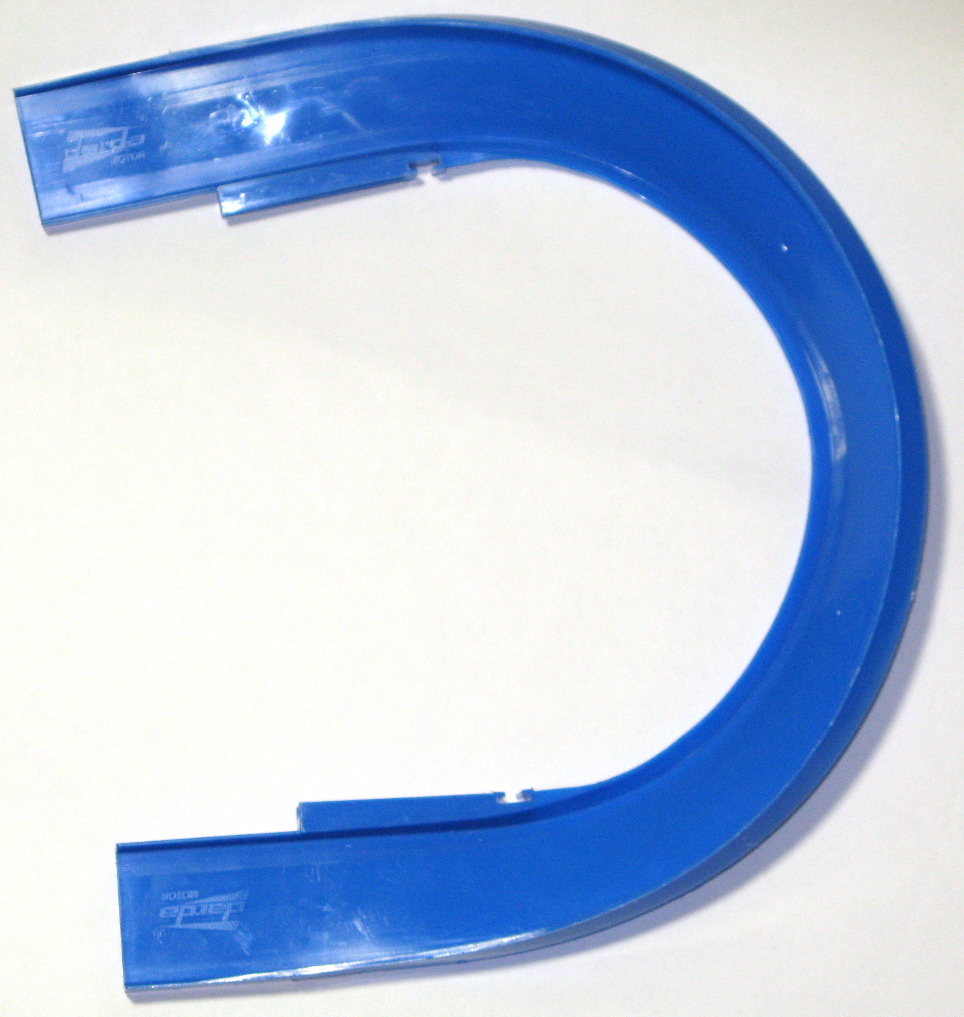
Curva para pista elevada
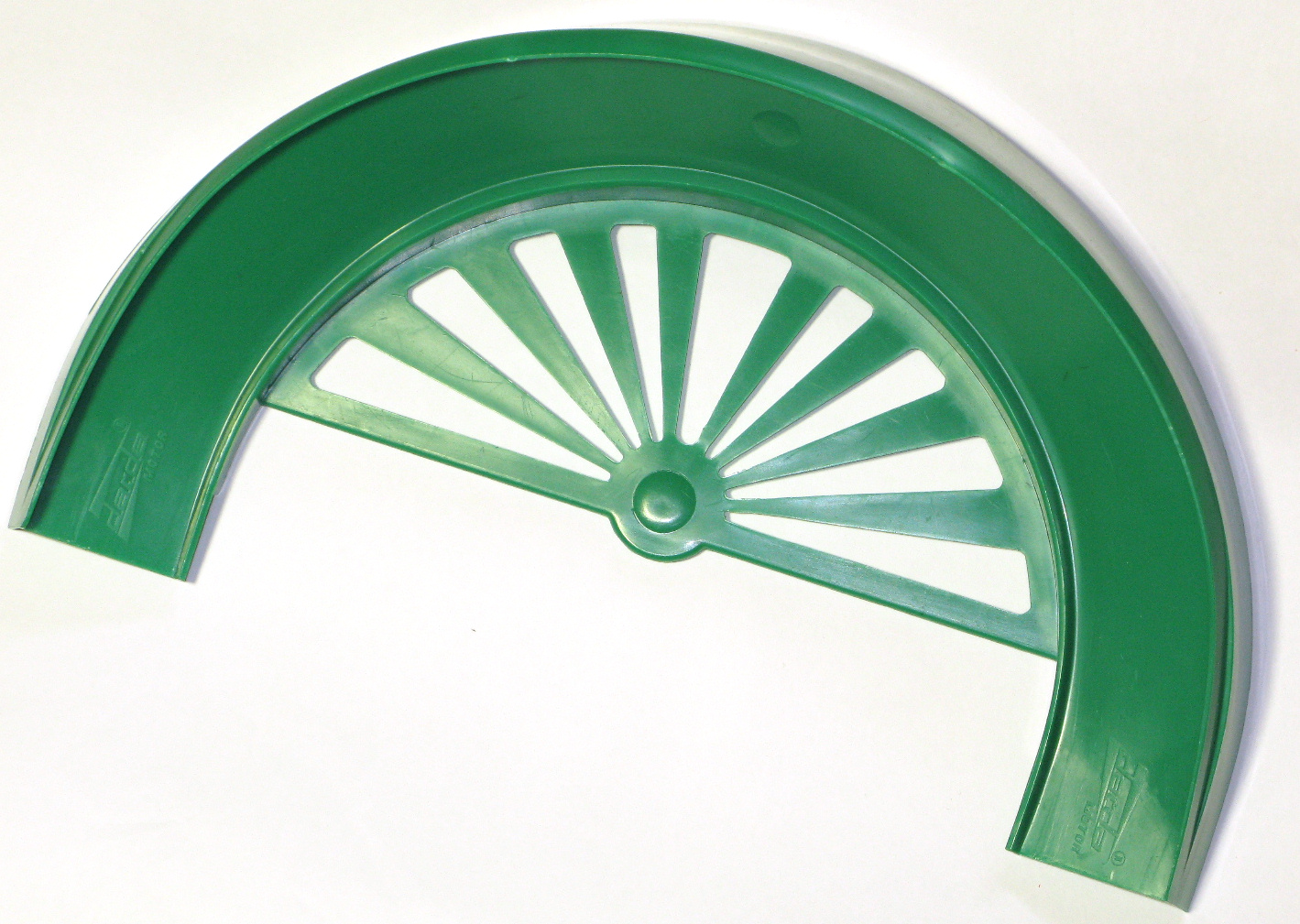
Curva pronunciada
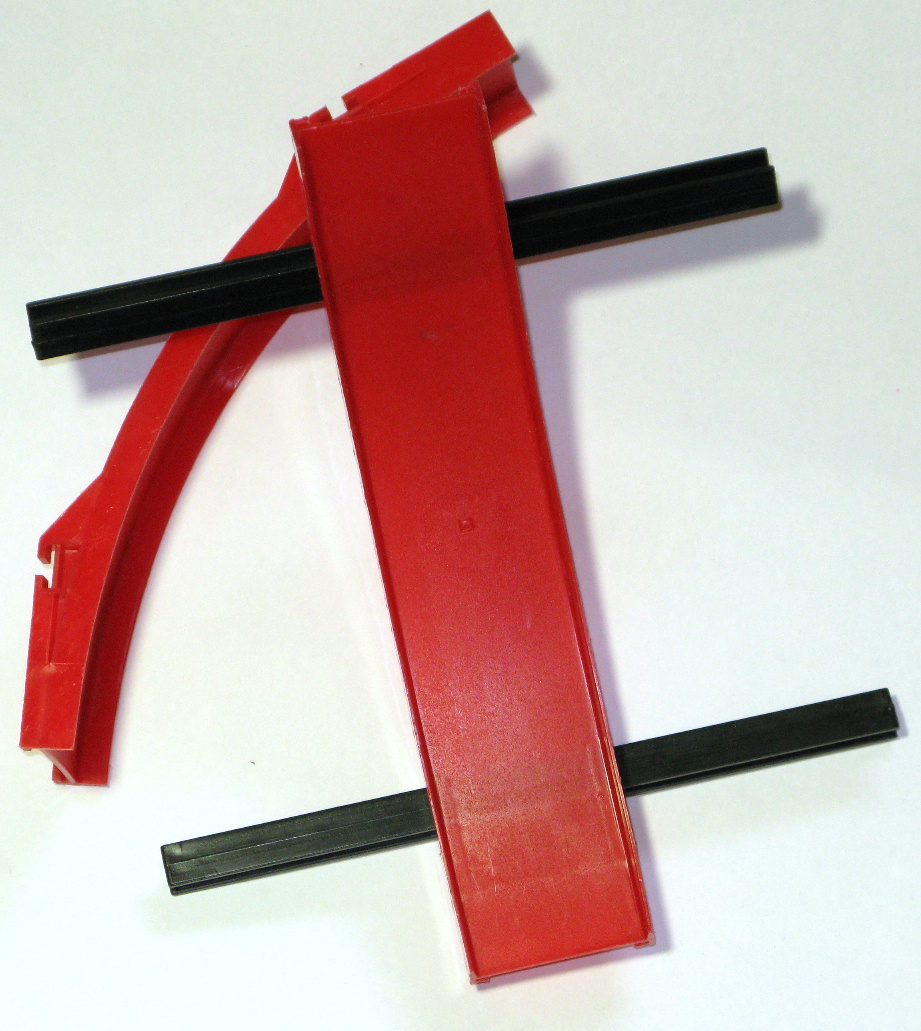
Pieza para pista elevada
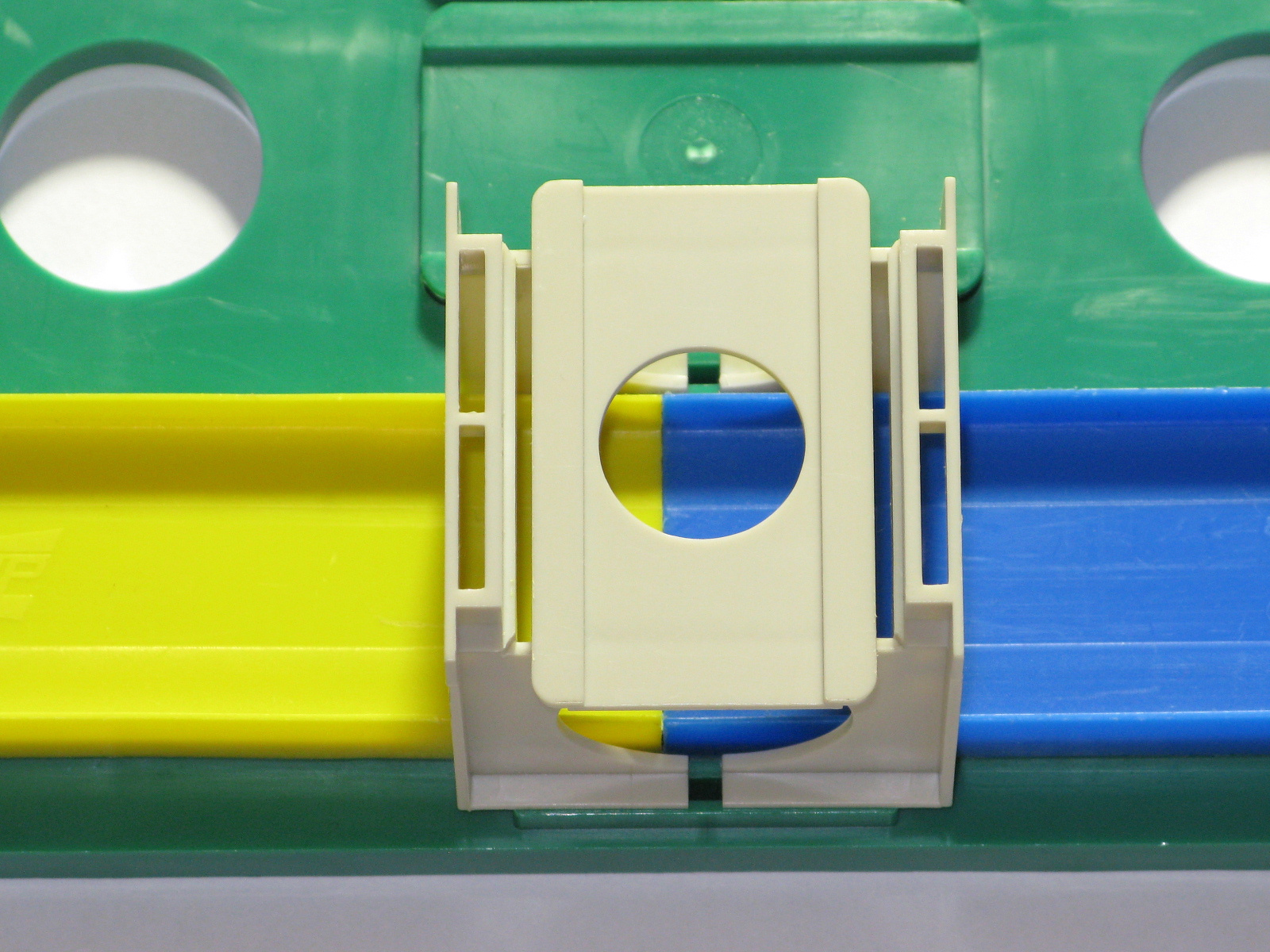
Pieza de unión
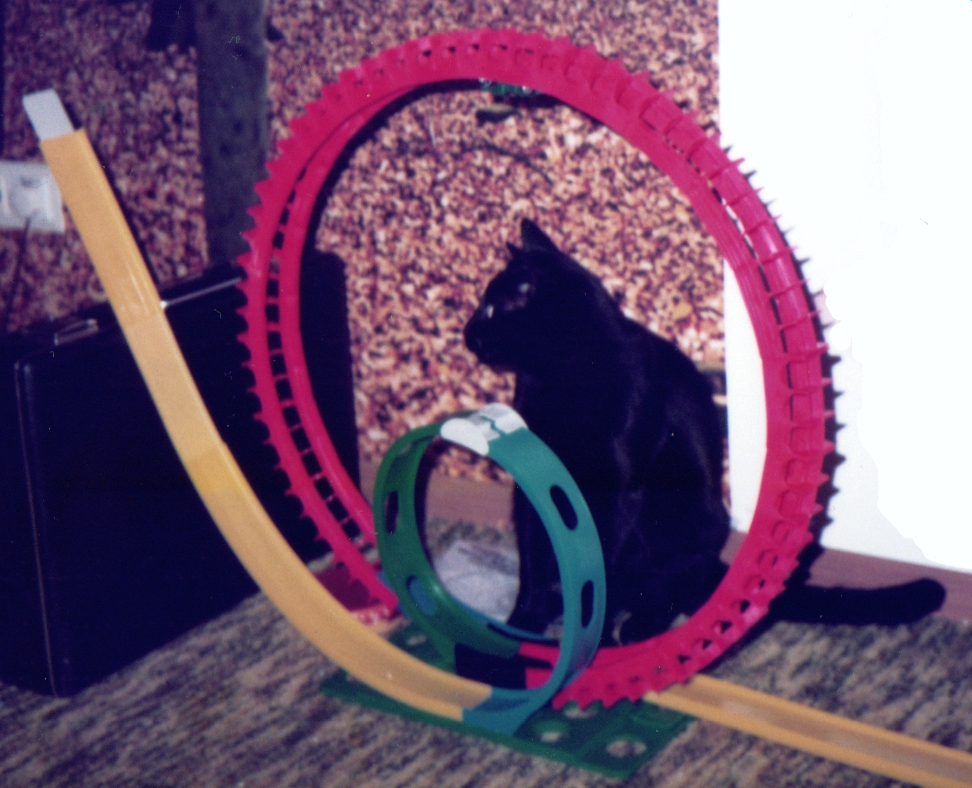
Ejemplo de pista